# Yasuyuki Kishino
Yasuyuki Kishino (岸野 靖之?, Kishino Yasuyuki; Shingū, 13 giugno 1958) è un allenatore di calcio ed ex calciatore giapponese, di ruolo difensore.

## Biografia

### Calciatore
Iniziò la propria carriera di calciatore nel Mitsubishi Heavy Industries dove, per quattro stagioni, fu incluso nella rosa senza mai scendere in campo. Nel 1981 fu ceduto allo Yomiuri dove, fino alla stagione 1989-90, fu prevalentemente impiegato come comprimario totalizzando, al termine della carriera, 58 presenze e 3 reti. Nel suo palmarès figurano quattro titoli nazionali (di cui tre vinti con lo Yomiuri) e uno continentale nella stagione 1987-88.

### Allenatore
Conclusa la carriera di calciatore, rimase nello Yomiuri come responsabile dei settori giovanili, mantenendo l'incarico anche dopo il passaggio della squadra al professionismo; durante la stagione 1996 fu inoltre chiamato ad allenare la prima squadra nelle tre partite successive all'esonero di Nelsinho Baptista. Conclusi i propri incarichi al Tokyo Verdy nel 2004, dall'anno successivo Kishino (che nel frattempo aveva conseguito la licenza da allenatore di tipo S) entrò nello staff tecnico del Sagan Tosu, divenendone allenatore a partire dalla stagione 2007. Nel 2010, in concomitanza della scadenza del contratto che lo legava al Sagan Tosu, fu invece chiamato ad allenare lo Yokohama FC: dopo aver sfiorato la promozione il primo anno, nella stagione 2011 ottenne dei risultati negativi che lo spingeranno ad abbandonare la panchina all'inizio del 2012. Dall'ottobre di quello stesso anno ricopre l'incarico di allenatore delle giovanili del Matsumoto Yamaga.

## Statistiche

### Presenze e reti nei club
| Stagione | Squadra                      | Campionato | Campionato | Campionato | Coppe nazionali | Coppe nazionali | Coppe nazionali | Coppe internazionali | Coppe internazionali | Coppe internazionali | Totale | Totale |
| Stagione | Squadra                      | Comp       | Pres       | Reti       | Comp            | Pres            | Reti            | Comp                 | Pres                 | Reti                 | Pres   | Reti   |
| -------- | ---------------------------- | ---------- | ---------- | ---------- | --------------- | --------------- | --------------- | -------------------- | -------------------- | -------------------- | ------ | ------ |
| 1977     | Mitsubishi Heavy Ind.        | JSL1       | 0          | 0          | CdL+CImp        | 0+0             | 0+0             | -                    | -                    | -                    | 0      | 0      |
| 1978     | Mitsubishi Heavy Ind.        | JSL1       | 0          | 0          | CdL+CImp        | 0+0             | 0+0             | -                    | -                    | -                    | 0      | 0      |
| 1979     | Mitsubishi Heavy Ind.        | JSL1       | 0          | 0          | CdL+CImp        | 0+0             | 0+0             | -                    | -                    | -                    | 0      | 0      |
| 1980     | Mitsubishi Heavy Ind.        | JSL1       | 0          | 0          | CdL+CImp        | 0+0             | 0+0             | -                    | -                    | -                    | 0      | 0      |
|          | Totale Mitsubishi Heavy Ind. |            | 0          | 0          |                 | 0               | 0               |                      |                      |                      | 0      | 0      |
| 1981     | Yomiuri                      | JSL1       | 10         | 2          | CdL+CImp        | 0+0             | 0+0             | -                    | -                    | -                    | 10     | 2      |
| 1982     | Yomiuri                      | JSL1       | 0          | 0          | CdL+CImp        | 0+0             | 0+0             | -                    | -                    | -                    | 0      | 0      |
| 1983     | Yomiuri                      | JSL1       | 14         | 0          | CdL+CImp        | 3+1             | 0+0             | -                    | -                    | -                    | 17     | 0      |
| 1984     | Yomiuri                      | JSL1       | 10         | 0          | CdL+CImp        | 0+4             | 0+0             | -                    | -                    | -                    | 14     | 0      |
| 1985-86  | Yomiuri                      | JSL1       | 11         | 1          | CdL+CImp        | 3+0             | 0+0             | -                    | -                    | -                    | 14     | 1      |
| 1986-87  | Yomiuri                      | JSL1       | 15         | 0          | CdL+CImp        | 1+1             | 0+0             | -                    | -                    | -                    | 17     | 0      |
| 1987-88  | Yomiuri                      | JSL1       | 3          | 0          | CdL+CImp        | 0+4             | 0+0             | CA                   | 1                    | 0                    | 8      | 0      |
| 1988-89  | Yomiuri                      | JSL1       | 4          | 0          | CdL+CImp        | 0+0             | 0+0             | -                    | -                    | -                    | 4      | 0      |
| 1989-90  | Yomiuri                      | JSL1       | 3          | 0          | CdL+CImp        | 0+1             | 0+0             | -                    | -                    | -                    | 4      | 0      |
|          | Totale Yomiuri               |            | 58         | 3          |                 | 14              | 0               |                      | 1                    | 0                    | 73     | 3      |

### Statistiche da allenatore
| Stagione              | Squadra               | Campionato            | Piazzamento           | Andamento | Andamento | Andamento | Andamento | Andamento  |
| Stagione              | Squadra               | Campionato            | Piazzamento           | Giocate   | Vittorie  | Pareggi   | Sconfitte | % vittorie |
| --------------------- | --------------------- | --------------------- | --------------------- | --------- | --------- | --------- | --------- | ---------- |
| 1996                  | Verdy Kawasaki        | J                     | -                     | 3         | 1         | 0         | 2         | 33,33      |
| Totale Verdy Kawasaki | Totale Verdy Kawasaki | Totale Verdy Kawasaki | Totale Verdy Kawasaki | 3         | 1         | 0         | 2         | 33,33      |
| 2007                  | Sagan Tosu            | J2                    | 8º                    | 48        | 21        | 9         | 18        | 43,75      |
| 2008                  | Sagan Tosu            | J2                    | 6º                    | 42        | 19        | 7         | 16        | 45,24      |
| 2009                  | Sagan Tosu            | J2                    | 5º                    | 51        | 25        | 13        | 13        | 49,02      |
| Totale Sagan Tosu     | Totale Sagan Tosu     | Totale Sagan Tosu     | Totale Sagan Tosu     | 141       | 65        | 29        | 47        | 46,10      |
| 2010                  | Yokohama FC           | J2                    | 6º                    | 36        | 16        | 6         | 14        | 44,44      |
| 2011                  | Yokohama FC           | J2                    | 18º                   | 38        | 11        | 8         | 19        | 28,95      |
| 2012                  | Yokohama FC           | J2                    | -                     | 3         | 0         | 1         | 2         | &0,00      |
| Totale Yokohama FC    | Totale Yokohama FC    | Totale Yokohama FC    | Totale Yokohama FC    | 77        | 27        | 15        | 35        | 35,06      |

## Palmarès
- Japan Soccer League: 3

Mitsubishi Heavy Ind: 1978
Yomiuri: 1983, 1984, 1986-87
- Japan Soccer League Cup: 2

Mitsubishi Heavy Ind: 1978
Yomiuri: 1985
- Coppa dell'Imperatore: 5

Mitsubishi Heavy Ind: 1978, 1980
Yomiuri: 1984, 1986, 1987
- Campionato d'Asia per club: 1

Yomiuri: 1988